# Борандохт
Борандохт (също и Боран или Поран) е персийска царица (630 – 631 г.) и владетелка от династията на Сасанидите.

## Произход и управление
Дъщеря е на Хосров II Парвиз. Сестра е на Кобад II и Азармедохт.
Възкачва се на трона след преврат срещу военачалника-узурпатор Шахрбараз. Борандохт неуспешно се опитва да стабилизира обхванатата от анархия и упадък Сасанидска държава. Вероятно става жертва на дворцов заговор. След нея на власт идва нейната сестра Азармедохт.